# サント・ステーファノ島

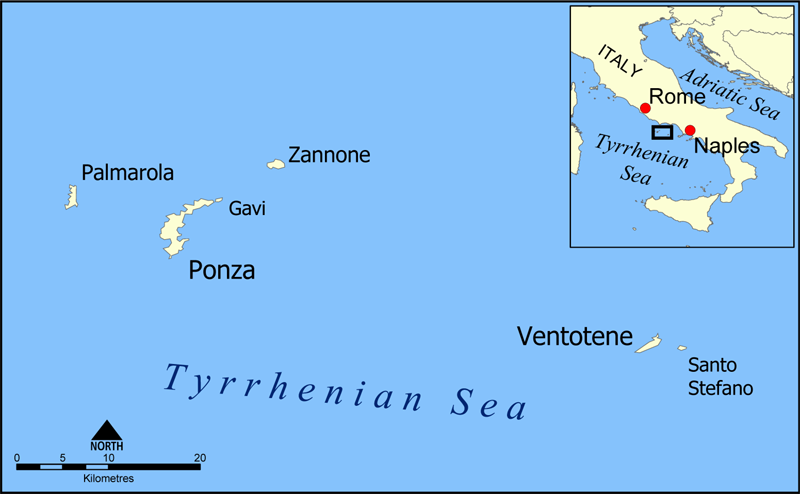
ポンツィアーネ諸島

サント・ステーファノ島（サント・ステーファノとう、イタリア語: Isola di Santo Stefano）は、イタリア半島西方沖のティレニア海にある、ポンツィアーネ諸島の島の一つ。面積は約27ヘクタール。
行政上はラツィオ州ラティーナ県に属するヴェントテーネの基礎自治体（コムーネ）の一部で、ヴェントテーネ島からは東へ1600m程の距離にある。
この島には、刑務所の廃墟がある。この刑務所はナポリ王国（ブルボン朝）時代、フェルディナンド4世の命により建てられたもので、1965年まで使われていた。著名な囚人としては、ファシスト政権期に反ファシスト活動で投獄されたアレッサンドロ・ペルティーニ（第二次世界大戦後に共和国大統領）らが挙げられる。
島は2005年8月から個人資産(ナポリ人の企業家チャルド(Ciardo))で、2000万ユーロで売却されたものである。
- ヴェントテーネ島から見たサント・ステーファノ島
- 島にある刑務所の廃墟